# Список казачьих дворянских фамилий Войска Донского
В этом списке перечисляются казачьи дворянские фамилии Войска Донского.

## Дворянство у донских казаков
На 1776 год насчитывается не больше десятка дворянских родов притом, что существовало значительно больше (несколько десятков) старшин, имевших армейские чины и, тем самым, права Всероссийского дворянство (у них могли быть имения с крепостными).
22 сентября 1798 года появился Высочайший указ Павла I на имя Военной коллегии:

Взирая всегда с удовольствием на ревность и службу войска Донскаго в знак признательности и благоволения Нашего к оному для уравнения чиновников в войске оном служащих повелеваем признавать их чинами по следующей табели, сохраняя им по службе прежние их название в войске Донском: войсковых старшин майорами, есаулов ротмистрами, сотников поручиками, хорунжих корнетами.

Милость эта была сообщена атаману Василию Петровичу Орлову самим царём. Поэтому 22 сентября 1798 года считается днём официального возникновения донского дворянства.

## Список донских казачьих дворянских фамилий
Все нижеприведённые фамилии сверяются со списком донских дворянских фамилий А. А. Шумкова.
См. страницу обсуждения.
| Донские казачьи дворянские фамилии:                     |
| А Б В Г Д Е Ж З И К Л М Н О П Р С Т У Ф Х Ц Ч Ш Щ Э Ю Я |

## Абрамцовы
- Абрамовы
- Абросимовы
- Ажиновы
- Ажогины
- Айвазовы
- Акатновы
- Акентьевы
- Акимовы
- Аксёновы
- Александрины
- Александровы
- Алексеевы
- Алентьевы
- Алёшины
- Алимовы
- Алифановы
- Алонцовы
- Алубаевы (Лубаевы)
- Алфераки (c гербом)
- Альбаковы
- Андреевы
- Андреевские
- Андриановы (Андрияновы, Андреяновы)
- Антоновы
- Апанасовы (Апонасовы)
- Апостоловы
- Араканцевы (Араканцовы)
- Арефьевы
- Ареховы (Ореховы)
- Аркаширины
- Армейские
- Артёмовы
- Артикуловы
- Архиповы
- Асановы
- Астаховы
- Афанасьевы (Афонасьевы)
- Афонины
- Ахановы
- Ашурковы

## Б
- Бакины
- Бабаковы
- Бабанские
- Бабкины
- Багаевы (Богаевы)
- Багаевсковы (Багаевские, Богаевские)
- Багровы
- Баклановы
- Балабины
- Банниковы
- Барабанщиковы
- Барановы
- Баровковы (Боровковы)
- Барышниковы
- Баршовы
- Басовы
- Баталкины
- Баулины
- Бахиры
- Беликовы
- Белоглазовы
- Белогородцовы (Белгородцевы)
- Белоусовы
- Беляевы
- Беляевские (Беляевсковы)
- Бендерсковы
- Берберовы
- Березовские
- Билёвы
- Бирюковы
- Бобриковы
- Богаевские
- Богатырёвы
- Богачёвы (Багачёвы)
- Богучарсковы (Богучарские)
- Божковы
- Божковские (Бажковские)
- Боковы
- Болдыревы
- Большовы
- Бондаревы
- Бондаренко
- Борисовы (Барисовы)
- Браиловские
- Бриковы (Брыковы)
- Броневские
- Брызгалины
- Бугаевы
- Будановы
- Бузины
- Бурдюговы
- Бурмистровы
- Быкадоровы
- Быхаловы
- Бычковы
- Брагаренко

## В
- Валовы
- Валуевы (Волуевы)
- Варваци
  - Варваци-Комнено
  - Комнено-Варваци
  - Комнино-Варваци
  - Камнено-Варваци
- Варламовы
- Васильевы[5]
- Васичкины
- Веденины (Виденины)
- Ведерниковы
- Венсовичи
- Вершинины
- Вздульские
- Вилковы
- Вислогузовы
- Виссоры
- Владимировы
- Власкины
- Власовы
- Войновы
- Волгины
- Володины
- Волоховы
- Волошиновы (Волошины)
- Волховские
- Воробьёвы
- Воронины
- Воронковы
- Воронченко
- Воскобойниковы
- Востриковым
- Вуколовы
- Высоты
- Вепревы

## Г
- Гавриловы
- Галдины (Голдины)
- Галкины
- Галушкины
- Ганики
- Ганюшкины
- Гардеевы (Гордеевы)
- Гарелкины
- Герасимовы
- Герцовы
- Глазуновы
- Гласковы
- Глебовы
- Глуховы
- Глушихины
- Гнилозубовы
- Гнилорыбовы
- Гнутовы
- Голицыны (Галицыны)
- Голодновы
- Голубинцевы (Голубинцовы)
- Голубовы
- Горбатовы
- Горбачёвы
- Гордеевы (Гардеевы)
- Городбины
- Гореловы
- Горины
- Горюшкины
- Горячевы
- графы фон Граббе
- Гранжаны
- Грачёвы
- Гребенковы (Гребенниковы)
- Грековы
- Гречановские (Гречановсковы, Греченовские)
- Гривины
- Григорьевы
- Гриневы
- Грицыхины
- Грошевы
- Грудневы
- Грузиновы
- Груцыновы
- Губаревы
- Губкины
- Гужвины
- Гуколовы
- Гуляевы
- Гурбановы
- Гуревнины
- Гуреевы
- Гурьев
- Гуровы
- Гуськовы
- Гусельщиковы
- Гущины

## Д
- Донских
- Давыдовы
- Дадоновы (Додоновы)
- Данилевские
- Даниловы
- Дашкины
- Дементьевы
- Демидовы
- Дёмины
- Денежниковы (Денижниковы)
- Денисовы
- Деревяниковы
- Джумайло
- Диковы
- Динсковы (Дынсковы, Динские)
- Дмитреевы (Дмитриевы)
- Дмитровы
- Добрынины
- Долговы
- Долгополовы
- Долгопятовы
- Долотины
- Домаевы
- Донцовы[6][7] (cм: Карасёвы)
- Дробовы
- Дубенцовы
- Дубовские (Дубовсковы)
- Дукмасовы[8]
- Дулеины
- Дулимовы
- Дурасовы
- Дурняпины
- Дуткины (Дудкины)
- Духопельниковы
- Дынсковы (Динсковы)
- Дьяковы
- Дьяконовы
- Дьяченковы
- Дятловы
- Дячкины

## Е/Ё
- Евлаховы
- Евсегнеевы
- Евсеевы
- Евсиковы Евдокимовы
- Евстратовы
- Евтеревы
- Егоровы
- Ежовы
- Елатонцовы
- Елисеевы
- Емановы
- Емельяновы
- Емилевы
- Еновы
- Епифановы
- Еремеевы
- Ерёмины
- Ерёмкины
- Ересенковы
- Ермаковы
- Ермолаевы
- Ермоловы
- Ерофеевы
- Ерыженковы (Ерыженские, Ериженские)
- Ерылкины
- Ефимовы
- Ефремовы
- Ештохины (Иштохины, Иштокины)
- Ёлкины

## Ж
- Жарковы
- Ждановы
- Желтоножкины
- Желтухины
- Жеребковы
- Животковы
- Жигановы
- Жидковы
- Жировы
- Житенёвы (Житинёвы)
- Жмурины
- Жоголевы
- Жорины
- Жуковы (с гербом)
- Жежель

## З
- Завгородные
- Завжаловы
- Загряцкие
- Зазерсковы (Зазерские)
- Зайцовы (Зайцевы)
- Закаляевы
- Закотновы
- Залесские
- Замгаловы
- Запорожские
- Запорожцевы
- Зарецкие (с гербом)
- Зарубины
- Зарянсковы
- Захаровы
- Зверевы
- Зелененковы (Зеленковы)
- Зембулатовы
- Земцовы
- Зенковы
- Зимины
- Зимовновы
- Золотарёвы
- Золотковы
- Золотовсковы
- Зотовы
- Зубовы
- Зубриловы

## И
- Иванеевы
- Иванковы
- Ивановы
- Извощиковы
- Измайловы
- Иловайские (с гербом[9]; Иловайсковы)
- Ильины
- Инютины
- Ионовы
- Иордановы
- Исаевы (Исаиевы)
- Ичневы

## К
- Кавалёвы (Ковалёвы)
- Каженовы
- Казанцевы (Казанцовы)
- Казимировы
- Казинцовы (Козинцевы)
- Казловы (Козловы)
- Казмины (Казьмины)
- Казмичёвы (Казьмичёвы)
- Кайстровы
- Какурины
- Калабуховы
- Каламыцовы (Коломыцовы)
- Калдуровы
- Каледины (Коледины)
- Калинины
- Калимановы
- Калмыковы (Колмыковы)
- Калочинские (Калачинские)
- Колпаковы
- Калывановы (Колывановы)
- Каменновы
- Каменские (Каменсковы)
- Каменщиковы
- Камнено-Варваци (Варваци)
- Камянские
- Каньковы (Коньковы)
- Канцы (Канцовы)
- Капустяны (Капустяновы)
- Капылковы
- Караичевы
- Каранчевы
- Карасёвы[7][10][11]
- Каргальские (Каргальсковы)
- Каргины
- Кареловы (Кореловы)
- Каренюгины
- Карнеевы (Корнеевы)
- Карповы
- Карташевы (Карташов)
- Картушины
- Каршины
- Касатоновы
- Кастрюковы (Кострюковы)
- Касьяновы
- Катасоновы
- Катачины (Каточины)
- Катовы (Котовы)
- Качальниковы
- Кашеваровы
- Кащеевы
- Каюнчины
- Киевские (Киевсковы)
- Киреевы
- Кирины
- Кирпачевы
- Кирсановы
- Кирьяновы
- Киселёвы
- Кисляковы
- Кичаповы
- Кладовщиковы
- Клевцовы
- Клемёновы (Климёновы)
- Клёнкины
- Климентовы
- Климовы
- Клунниковы
- Князевы
- Ковалёвы (Кавалёвы)
- Кожановы
- Козарезовы (Казарезовы)
- Козины
- Козловы (Казловы)
- Козловцовы (Казловцовы, Козловцевы, Казловцевы, Казловцывы)
- Кокины
- Колесниковы
- Коломыцовы (Каламыцовы)
- Колосковы
- Комиссаровы
- Комнено-Варваци (Варваци)
- Кондратьевы
- Коноваловы
- Коноводовы
- Кононовы
- Коньковы (Каньковы)
- Кореневы
- Корецкие (Корецковы)
- Коробченко (Коробченковы)
- Королёвы
- Коротких
- Коротковы
- Короченцовы (с гербом)
- Коршуновы
- Корытины
- Кравцовы
- Красновы
- Красностановы
- Краснощёковы
- Краснушкины
- Краснянские (Краснянсковы)
- Красовские (Красовсковы)
- Красюки (Красюковы)
- Кратировы
- Криковы
- Кротько
- Кружилины
- Крыловы
- Крюковы
- Крючковы
- Кудиновы
- Кузнецовы
- Кулегины (Кулягины)
- Кулешёвы
- Култышкины
- Кульгавовы
- Кульгачёвы
- Кулягины[12]
- Кумовы[13]
- Кумсковы
- Кумшацкие (Кумшацковы)
- Кунаковы[7][14] (См.: Карасёвы)
- Курнаковы
- Кунделенко (Кунделеки, Кундилеки, Кунделековы)
- Кундрюковы (Кундруковы)
- Куницыны
- Куприяновы
- Кураповы
- Кургановы
- Курнаковы
- Курнасовы
- Курючкины
- Кустовы
- Кутейниковы
- Кутырёвы
- Кучеровы
- Кушкарёвы
- Кушнарёвы

## Л
- Лавровы
- Левицкие (Левицковы)
- Лёвочкиновы
- Левчаткины
- Ледковы
- Ленивовы
- Леоновы
- Леонтьевы
- Лимановы
- Липодаевы
- Литвиновы
- Лобачёвы (Лабачёвы)
- Логвиновы
- Лозины (Лазины)
- Ломовцовы
- Лосевы
- Лотошниковы
- Лощилины (Лащилины)
- Луганские (Лугансковы)
- Луизовы
- Лукины
- Луковкины
- Лукьяновы
- Лыткины
- Львовы
- Любимовы
- Любченковы
- Лютенсковы
- Ляпины
- Ляпичевы

## М
- Магнышевские (Магнышевсковы)
- Мажаровы (Можаровы)
- Мазанкины
- Макаровы
- Макеевы
- Малакановы (Молакановы, Малокановы)
- Малаховы
- Малины
- Малчановы (Молчановы)
- Малчевские (Малчевсковы, Молчевские, Мольчевские)
- Малюгины
- Мамихины
- Маноцковы
- Мануйловы
- Маргуновы (Моргуновы)
- Мардвинцовы (Мордвинцовы)
- Мардовины (Мордовины)
- Маркины
- Марковы
- Марозовы (Морозовы)
- Мартыновы (с гербом)
- Марченковы
- Масловы
- Матавилины (Мотовилины)
- Матавиловы (Мотавиловы)
- Матвеевы
- Махины
- Машлыкины (с гербом)
- Медведёвы
- Мелентьевы
- Мелиховы (Мелеховы)
- Мельниковы
- Мельниковы-Разведенковы
- Мержановы
- Мерзляковы
- Мерхолёвы (Мерхилёвы)
- Метелёвы
- Мешковы
- Мещеряковы
- Миллеры (Миллеровы)
- Миловановы
- Минаевы
- Миненковы
- Минченковы
- Мироновы
- Митрофановы
- Митьковы
- Митяевы
- Михеевы
- Михины
- Мишарёвы
- Мишустовы
- Моисеевы
- Мокрицкие
- Монетовы
- Мороко
- Мрыхины
- Муженковы (с гербом)
- Мыльниковы
- Мартыщенко

## Н
- Нагибины:
  - Нагибин Александр
  - Нагибин Дмитрий
  - Нагибин Ефим
  - Нагибин Николай
- Нагины (Ногины)
- Назаровы
- Наследышевы
- Наумовы
- Небыковы
- Недоросты (Недоростевы)
- Недорубовские
- Недосохлов
- Немченко (Немченков)
- Ненароковы
- Нефёдовы
- Нечаевы
- Низовкины
- Никитины
- Никитченко (Никитченковы)
- Никишины
- Николаевы
- Никулины
- Номикосовы (Намикосовы)
- Носенко
- Носкины
- Носовы
- Нюхарёвы

## О
- Облакевичи
- Овсовы
- Одноглазковы
- Ольховские
- Оремы (с гербом)
- Орловы
- графы Орловы-Денисовы
- графы Орловы-Денисовы-Никитины
- Осокины
- Осетровы
- Осинские
- Осиповы

## П

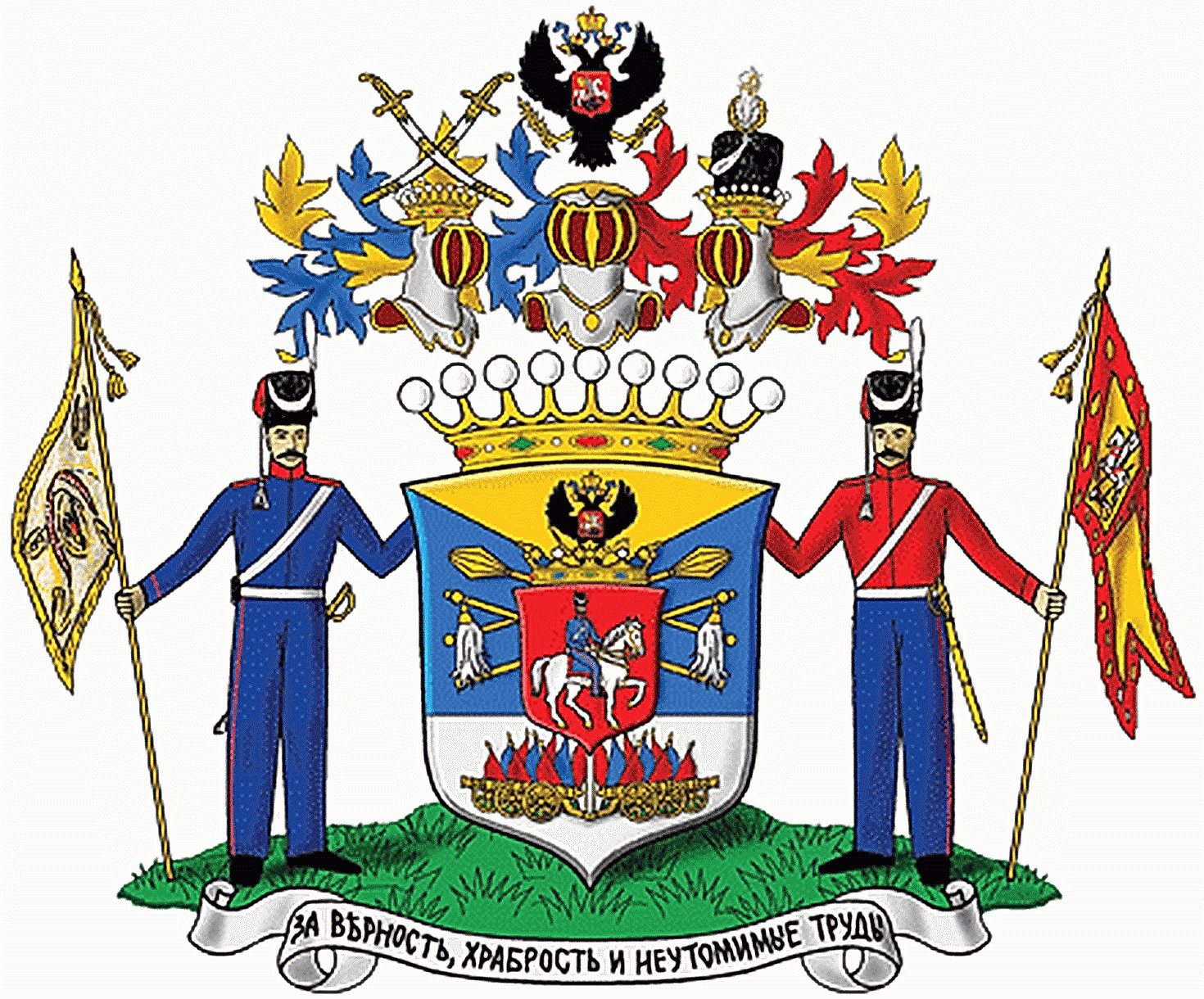
Герб рода графа Платова

- Павловы
- Падскребалины
- Паниотовы
- Панкратовы (Понкратовы)
- Пановы
- Пантелеевы (Пантилеевы)
- Панфиловы (Понфиловы)
- Папковы (Попков)
- Папузины[16]
- Парадизовы-Мильтевы
- Парамоновы (Порамоновы)
- Пастрюлины
- Пастушковы
- Пашковы
- Пелёнкины
- Перелыгины
- Персияновы
- Перфиловы
- Перфиловы-Поповы
- Петрищевы
- Петровы
- Петровские (Петровсковы)
- Пивоваровы[7][17] (см. Карасёвы)
- Писарёвы
- Платовы (с гербом)
- графы Платовы[15]
- Платоновы
- Плетнёвы
- Плешаковы
- Плотниковы
- Победновы
- Погожевы[18]
- Подхалюзины
- Поевы (Поевовы)
- Поздеевы (Паздеевы)
- Познышевы[19]
- Покидышевы
- Покровские[20]
- Полковниковы
- Полосухины
- Полубедовы
- Полухины[21]
- Полушкины
- Поляковы
- Пономарёвы (Понамарёвы)
- Поповы
- Посновы[22]
- Потаповы
- Похлёбины[23]
- Похомовы
- Поцелуевы
- Прекрасновы
- Прозоровские
- Просвирнины (Прасвирнины)
- Просвировы
- Протопоповы
- Прохоровы
- Процыковы
- Птахины
- Пудавовы
- Пузановы
- Пупковы
- Пустошкины
- Пустынниковы
- Пухляковы
- Пушкаревы
- Пшеничные (Пшеничновы)
- Пырковы
- Пышкины
- Пятаковы

## Р
- Рабичовы (Рябичёвы)
- Радьковы
- Раздоровы
- Разорителевы
- Ребовы (Рябовы)
- Ребреевы
- Ребриковы
- Редичкины
- Резанцовы
- Реми
- Репины
- Ретивовы
- Решетовские
- Ржевские
- Родионовы
- Рубцовы
- Рудаковы
- Русины
- Рытиковы

## С
- Саблины
- Савёловы
- Савельевы
- Савиловы
- Савины
- Савостьяновы
- Савченко (Савченковы)
- Садчиковы
- Сазоновы
- Сазоновичи
- Сальниковы
- Самарины
- Самойловы
- Самохины
- Самсоновы
- Сапельниковы
- Сарандинаки
- Сариновы
- Сарокины (Сорокины)
- Сарычевы
- Саурины
- Сафоновы
- Сафроновы
- Свеколкины
- Свечниковы
- Секретёвы[24]
- Селивановы
- Сердюковы
- Сенякины
- Семилетовы
- Сергеевы
- Сидорины
- Сидоровы
- Сизовы
- Силкины
- Симоновы
- Синеоковы (Синиоковы)
- Синятниковы
- Сиротины
- Ситниковы
- Скалины
- Скапцовы (Скопцовы)
- Скасырсковы (Скасырские)
- Сладковы
- Слащёвские
- Слышкины
- Слюсаревы
- Смирновы
- Смоленские (Смоленсковы)
- Смоляковы
- Соболевы
- Соколовы
- Солдатовы (Салдатовы)
- Солунсковы (Салунсковы, Солунские)
- Сотниковы
- Сохрановы
- Соцковы
- Степанниковы
- Степановы
- Стержеменсковы
- Стефановы
- Стехины
- Стояновы
- Страховы
- Строгановы (Строгоновы)
- Студеникины
- Ступачевские (Ступачевсковы)
- Суворовы
- Сударкины
- Суетины
- Сулины
- Суржины[4]
- Сутуловы
- Сысоевы
- Сычёвы

## Т
Табояков
- Табунщиковы
- Талаконниковы (Толоконниковы)
- Талалаевы
- Тапилины (Топилины)
- Тарарины (Торарины)
- Тарасовы[25]
- Тарелкины[26]
- Тацыны
- Текуты (Текутовы)
- Текучёвы
- Телешёвы
- Телухины
- Тер
- Терезниковы
- Тереньтевы
- Терпиловы
- Тетеревлёвы
- Титовы
- Тихановы (Тихоновы)
- Тихановские (Тихоновские)
- Толстопятовы
- Толстыгины
- Траилины
- Трафименко (Трофименко, Трофименковы)
- Трифоновы (Трифановы)
- Трофимовы (Трафимовы)
- Трухачёвы
- Тулубьевы
- Туроверовы
- Турчаниновы
- Тюрморезовы
- Тюряжцевы (Тюряжцовы)
- Тяпкины[27]

## У
- Улановы
- Улиткины
- Улыбины
- Ульяновы
- Упорниковы (Упоринковы)
- Ургановы
- Урюпинсковы (Урюпинские)
- Усачёвы
- Усковы
- Уткины
- Уколовы
- Ушаковы

## Ф
- Фарапоновы (Форопоновы)
- Фарафоновы (Форафоновы)
- Фатеевы
- Фёдоровы
- Фетисовы
- Филатовы
- Филатьевы
- Филенко (Филенковы, Филинковы)
- Филимоновы
- Филины
- Филиппенковы
- Финковы
- Фицхелауровы (Фицхелауры)
- Фолимоновы
- Фомины
- Фомины-Ефремовы
- Фроловы
- Фрянские (Фрянсковы)

## Х
- Харламовы
- Ханжёнковы (Ханжонковы)
- Хрещатицкие (Хрещатицковы, Хрищитицкие)
- Хрипуновы
- Хохлачёвы

## Ц
- Цепляевы (Цыпляевы)
- Церковниковы
- Цымловы
- Цынкаловы
- Цыплаковы
- Цыплятевы (Цеплятевы)

## Ч
- Чекаловы (Чека)
- Чеботарёвы
- Чапурины
- Чащины
- Черевковы
- Чернецовы (Черницовы)
- Чёрнозубовы
- Черячукины (Чирячукины)
- Чичировы
- Чувильдеевы (Чевильдеевы)
- Чукавовы
- Чернушкины

## Ш
- Шамины
- Шамшевы
- Шапошниковы
- Шаменко
- Шарбароновы (Шорбароновы)
- Шаровы
- Швецовы  Шевцовы
- Шигаевы
- Шебановы
- Шедеви
- Шейкины
- Шелякины
- Шильченковы
- Ширковы
- Широковы
- Шляхтины
- Шмаровы
- Шрамковы
- Штукины
- Шуваевы
- Шульгины
- Шумковы
- Шуруповы

## Щ
- Щедровы
- Щекатурины
- Щепкины
- Щербаковы
- Щербины
- Щорбины
- Щучкины

## Э
- Эрихсы

## Ю
- Юдины
- Юрковы
- Ющенко

## Я
- Ягодины
- Язевы
- Яковлевы
- Якушевы (Якушовы)
- Якуши
- Яновы[3][4]
- Янков
- Янченко (Янченковы)
- Яскины

### Комментарии
1. ↑  По указу Петра I все обер-офицеры получали патенты на дворянство. Более поздними реформами Александра II (1856 г.) право потомственного дворянства было ограничено только высшими воинскими чинами, начиная с чина VI-го класса — полковник.